# Dimbarlahalli, Sidlaghatta
Dimbarlahalli là một làng thuộc tehsil Sidlaghatta, huyện Kolar, bang Karnataka, Ấn Độ.